# 亞歷山大丹尼士Enviro 300

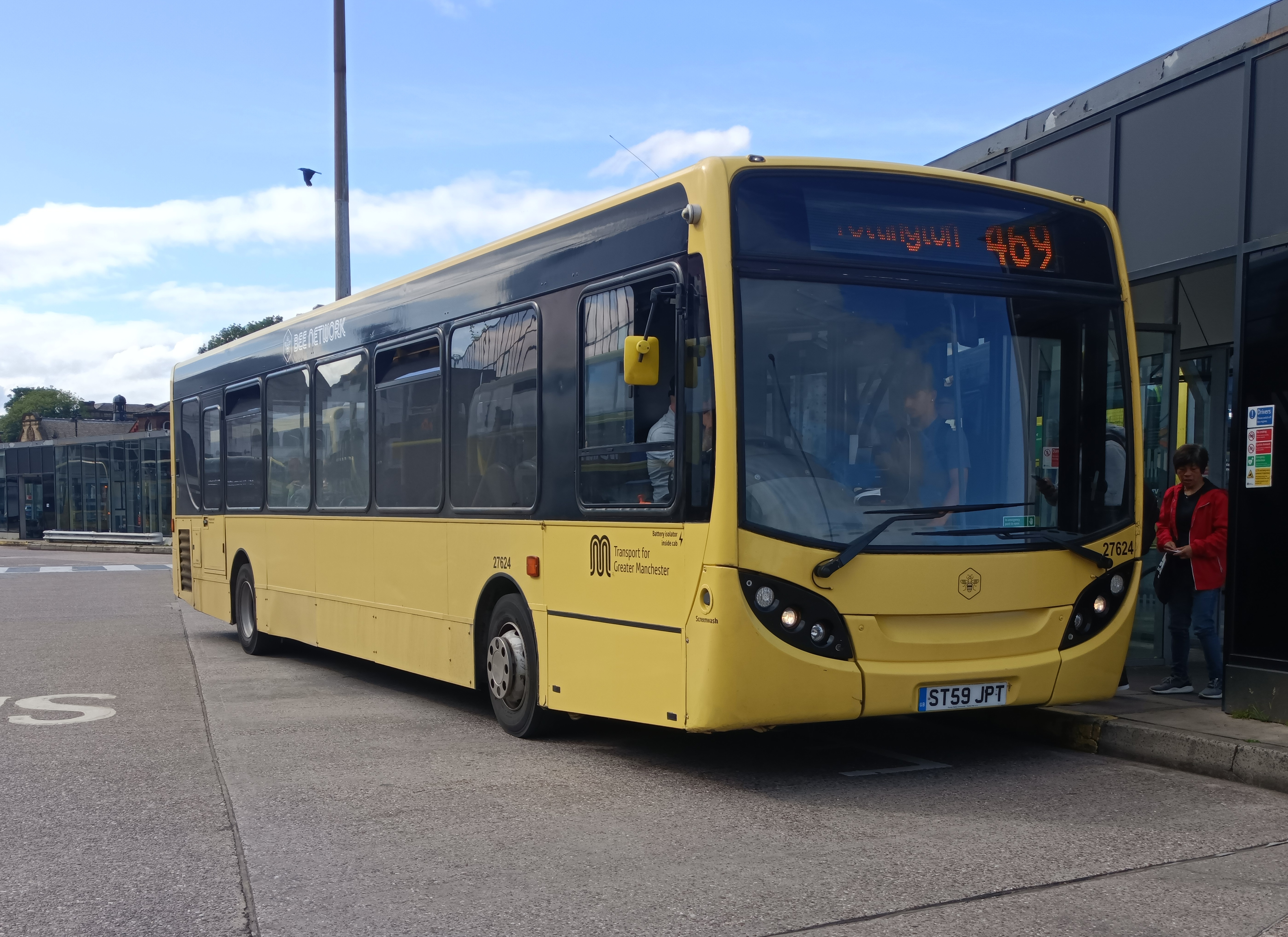
英國捷達集團曼徹斯特的亞歷山大丹尼士Enviro 300

亞歷山大丹尼士Enviro 300（英語：Alexander Dennis Enviro 300），前稱TransBus Enviro 300，是一款由英國亞歷山大丹尼士生產的兩軸單層巴士，它也是亞歷山大丹尼士製造的其中一款Enviro系列巴士。它於2001年面世，主要取代ALX300車身。

## 設計
Enviro 300的底盤是由亞歷山大丹尼士自行生產，可以配用康明斯ISBe-225歐盟五代環保標準引擎或康明斯ISBe-250歐盟五代環保標準引擎，另外配合三款波箱，分別Voith DIWA854.5四前速波箱或者ZF Ecolife 6AP1200B六前速波箱及Allison T280R五前速波箱。
Enviro 300的車身採用鋁製支架，玻璃纖維外殼，亦可以安裝在猛獅18.240、富豪B7RLE或斯堪尼亞K230UB底盤上。
2011年，Enviro 300改成符合歐洲委員會的Whole Vehicle Type Approval標準（簡稱ECWVTA）。
2012年，亞歷山大丹尼士與Scania合作研發Enviro 300SG（Scania Gas）大型單層天然氣巴士，採用Scania K270UB底盤及Enviro 300車身。

### Enviro 300車身配其他底盤

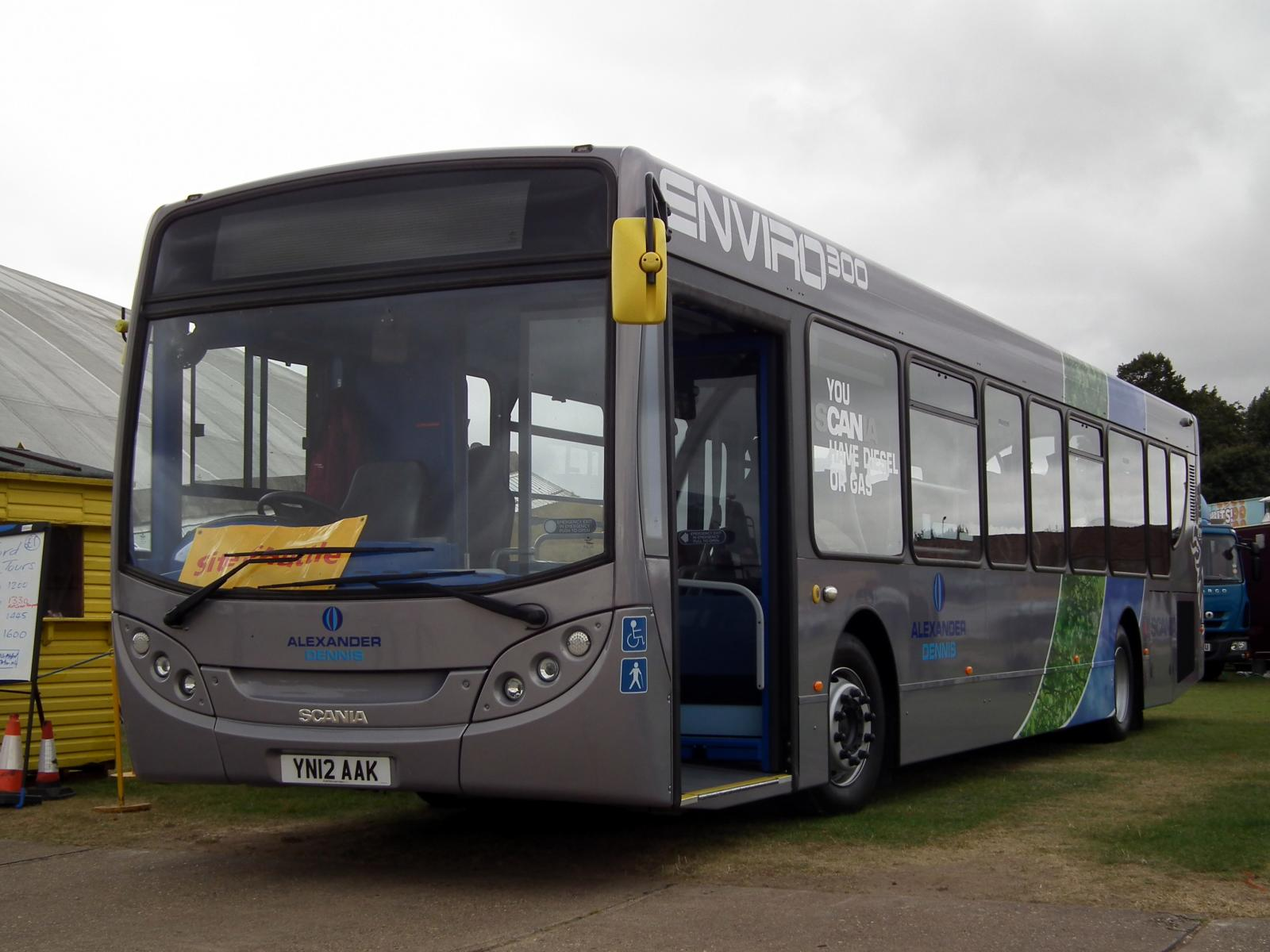
配斯堪尼亞底盤的亞歷山大丹尼士Enviro 300

2008年，英國Stagecoach購入超過200輛裝配Enviro 300車身的猛獅18.240。同年，首批共45輛配Enviro 300車身的富豪B7RLE付運予北愛爾蘭的巴士公司Ulsterbus。
Stagecoach於2011年開始接收首50輛Scania K230UB/Enviro 300。

## 停產
最後一輛Enviro 300於2015年底交付予捷達集團。Enviro 300底盤被全長11.5米或11.8米的Enviro 200 MMC取代。

## 外部連結
- Enviro 300 官方網站